# محمد الخياري
محمد الخياري (مواليد 26 أغسطس 1964) ممثل وفنان كوميدي مغربي، بدأ مسيرته في مسرح الحي في الثمانينات ثم انتقل لفرقة مسرح الحي حيث مثل معهم في عدة مسرحيات، قبل أن ينفرد بنفسه في تقديم السكيتشات والعروض الكوميدية، ليتفرغ للمشاركة في عدة سلسلات متل مبارك ومسعود إضافة لعمله في لجنة تحكيم في برنامج التنقيب عن المواهب الكوميدية المغربية كوميديا. وبعدها برنامج ستاند آب.

## النشأة وبداية المسار المهني
وُلد محمد الخيار المعروف فنيًا باسم محمد الخياري بالدار البيضاء في 26 أغسطس 1964، لأب يعمل معلمًا لسياقة السيارات، كان الخياري عاشقًا للسياقة والقنص بحكم مهنة والده، درس الخياري في مؤسسة إدريس الأول المختلطة. قبل أن يلتحق سنة 1978 بأحد دور الشباب بسبب تلعقه بفن العيطة والمرساوي والعروض المسرحية.

وبعد سنتين، انضم إلى فرقة البدوي للمسرح، حيث شارك مع الفرقة في العديد من المسرحيات مثل: رأس الدرب، الحلقة فيها وفيها، في انتظار القطار، وليدات الزنقة، ومطربة الحي.
وفي عام 1983 شارك الخياري في مسرحية "شجرة العائلة" التي كانت تعرض في مدينة إفران وتلقى عليها أول أجر في مساره الفنية. لبث الخياري في المسرح البدوي لعشر سنوات وكون خلالها ثنائي مع مصطفى يدين.

## مسرح الحي
التحق الخياري بفرقة مسرح الحي الذي كان بعتمد بالأساس على البطولة الجماعية، وكان لـالعربي باطما الفضل في التحاقه بالفرقة، وذلك بعد مشاركته في مسلسل كواليس وجنب البير. شارك الخياري مع الفرقة في أربع مسرحيات هي على التوالي: العقل والسبورة من كتابة العربي باطما 1994، حسي مسي 1996، شرح ملح 1998، حب وتبن 2000، قبل أن تتفكك الفرقة. بعدها أسس الخياري رفقة زميله السابق عبد الخالق فهيد فرقة مسرحية اسمها المسرح البسيط. وكان من أبرز عروضها مسرحية فوق السلك.

## لجنة تحكيم في برنامج كوميديا
انطلق برنامج كوميديا في موسمه الأول خلال شهر رمضان 2008، وكان الخياري أحد أعضاء لجنة التحكيم رفقة أمل الأطرش وياسين زيزي، استمر الخياري في لجنة التحكيم للبرنامج في المواسم التالية، مع أمينة رشيد في الموسم الثاني بدلا من أمل الأطرش ثم لطيفة أحرار بدلا من أمينة رشيد لبقية المواسم، استمر برنامج كوميديا لـ5 مواسم من 2008 إلى 2012، واستمر الخياري في لجنة التحكيم إلى أن تم الاستغناء عنه في الموسم الأخير من البرنامج وحل محله عبد الخالق فهيد، خرج محمد الخياري للإعلام ليبين سبب استبعاده عن البرنامج بعد تصريحات ياسين زيزي منتج البرنامج، ويقول الخياري أن سبب استبعاده أو الاستغناء عنه في الموسم الخامس من البرنامج يرجع إلى الخلاف مع زيزي، حيث أن الأخير قال بأن الخياري عارض التخلي عن أمينة رشيد وأمل الأطرش بينما صرح الخياري أنه ضد استدعائهم أساسا فهو ممثلين دراميين وكان من الأجدر أن يقوم بتوظيف أحد الكوميدين المغاربة. انتقد محمد الخياري أعضاء لجنة التحكيم السابقة مبرزا أنه لم يكن يجب أن يكون ياسين زيزي ضمن لجنة التحكيم، كما قال أن وجود كل من أمل الأطرش وأمينة رشيد ولطيفة أحرار كذلك ليس بالأمر الصائب فهم ببرزون في مجال الدراما وليس الكوميديا. كما أشار إلى أن سبب استبعاده قد يرجع إلى خلافات مالية بينه وبين زيزي حيث قرر الأخير تخفيض راتب الخياري بحجة أن مصلحة الإنتاج بالقناة الأولى قلص بدورها من ميزانية البرنامج، وهو ما أنكره العلمي الخلوقي في مديرية الإنتاج والذي بدوره انتقد ياسين زيزي.

## من أعماله

### الأعمال السينمائية
- 1990: المطرقة والسندان
- 2003: الباندية
- 2017: عمي
- 2017: طاكسي بيض
- 2017: بورن آوت
- 2018: مسعود سعيدة وسعدان

### الأعمال التلفزيونية
- 1985: ستة من ستين
- 1987: خمسة وخميس
- 1991: راضية
- 1997: طريق المجهول
- 1998: عيش نهار تسمع خبار
- 1998: السراب
- 2001: الهاربان
- 2001: الكذيذيب
- 2003: قناة الحريرة الدولية
- 2004: موعد مع المجهول
- 2004: سير حتى تجي
- 2005: الشاوش
- 2005 : سير حتى تجي 2
- 2006: خالي عمارة
- 2008: يوم مايشبه يوم
- 2008: مبارك و مسعود
- 2009: الكيشي
- 2011: لفهايمية
- 2011: الزين في 30
- 2014: ولكم واسع النظر
- 2015: حياة جديدة
- 2016: لوبيرج
- 2016: ولد صفية
- 2017: اليتيمة
- 2017: الخاوة
- 2017: لوزين
- 2018: حي البهجة
- 2018: إسعافكوم
- 2019: البهجة ثاني
- 2020: الكوبيراتيف
- 2021: لعبة الخيانة
- 2021: كلنا مغاربة
- 2022: زنقة السعادة
- 2022: زطاط
- 2023: ديرو النية
- 2023: الروصيطة
- 2025: الدم المشروك

### الأعمال المسرحية
- 1994: العقل والسبورة
- 1996: حسي مسي
- 1998: شرح ملح
- 2000: مسرحية حب وتبن

### عروض منفردة
- 2005: كم نحن كنتمحنو

## روابط خارجية
- محمد الخياري على موقع IMDb (الإنجليزية)
- محمد الخياري على موقع ألو سيني (الفرنسية)